# Finlands svenska folkmusikinstitut
Finlands svenska folkmusikinstitut, förkortat FMI, hör sedan år 2008 till Svenska litteratursällskapet i Finland (SLS) och är en del av SLS arkiv (Samlingarna i Vasa). FMI grundades år 1978 i Vasa som en centralinstitution för forskning i finlandssvensk musiktradition. Institutet grundades inom ramen för Finlands Svenska Spelmansförbund på initiativ  av dess ordförande, Ann-Mari Häggman, som under lång tid också var institutets ledare. FMI har fått statsstöd sedan år 1980.  Syftet med Finlands svenska folkmusikinstitutets verksamhet är att främja folkligt musik- och dansutövande som en del av det svenska kulturarvet i Finland. Målet är att tillvarata och stimulera intresset för samt bistå forskning om folkligt musik- och dansutövande. 
Folkmusikinstitutet ger sedan 1980 ut skivor i serien Folkmusik från Finlands svenskbygder och har också gett ut ett flertal låthäften. Skivorna hittas delvis också digitalt på nätet. FMI har sedan 1992 en egen facktidskrift Folk och musik. Den ges sedan 2019 ut som e-tidskrift.